# Rutilia idesa
Rutilia idesa là một loài ruồi trong họ Tachinidae.